# Benjamin Grosvenor
Benjamin Grosvenor (8 de julio de 1992) es un pianista clásico británico.

## Educación
Grosvenor es el más joven de cinco hermanos. Su padre es profesor de inglés y de teatro; su madre Rebecca es profesora de piano de profesión. Grosvenor empezó a estudiar el piano con su madre a los seis años. Luego se matriculó en la Secundaria Westcliff para hombres en 2003. Ahora también toma lecciones de Christopher Elton en Londres. Grosvenor estudió en la Royal Academy of Music, donde tuvo clases de musicalidad con Daniel-Ben Pienaar y Julian Perkins. En su graduación como Licenciado en Música en 2012, recibió el Queen’s Award for Excellence para el mejor estudiante del año.

## Carrera
En mayo de 2003, Grosvenor dio su primer recital en una iglesia local. En el mismo año, hizo su primera aparición como concertista interpretando el Concierto para Piano No. 21 de Mozart con la Westcliff Sinfonia.  Desde entonces ha dado muchos recitales de alto perfil en Europa y Norteamérica. En algunos de los conciertos ha tocado en el Royal Albert Hall, St George's, Bristol, Wigmore Hall, Barbican Centre, Usher Hall, Carnegie Hall y el Symphony Hall.
Grosvenor ha actuado con la Real Philharmonic Orquesta, el Scottish String Ensemble, la Sinfónica Juvenil de Nueva York, la Bournemouth Symphony Orchestra, la Orquesta Sinfónica del Brasil, la Philharmonia Orquesta  y la English Chamber Orchestra, interpretando trabajos de Mozart, Grieg, Ravel, Britten y Chopin.  El 20 de mayo de 2009 Grosvenor hizo su debut con la Ulster Orquesta, bajo la dirección de Kenneth Montgomery, en el National Concert Hall de Dublin.
En 2010 Grosvenor se unió al Programa de Nuevos Artistas de BBC Radio 3, el cual completó en 2012. En el verano de 2011 hizo su debut en los Proms de la BBC como el solista más joven en la noche inaugural, interpretando el Concierto para Piano No. 2 de Franz Liszt, y el Concierto para Piano de Benjamin Britten. Judith Weir compuso su obra para piano solista "Day Break Shadows Flee" para Grosvenor, quién presentó su estreno mundial en septiembre de 2014.

## Premios
A la edad de 10 años, en 2003,  se convirtió en el ganador más joven de cuatro competiciones: el Southend Young Musician of the Year, el Essex Young Musician of the Year, el Emanuel Trophy y el EPTA Trophy.  A los 11, Grosvenor fue el ganador, en la categoría de teclados, del premio BBC Young Musician of the Year de 2004.
En 2011 el Evening Standard seleccionó a Grosvenor como uno de los "1.000 londinenses más influyentes" y el Daily Telegraph lo escogió como uno de los "10 Británicos del Año".
En 2012 Grosvenor fue premiado con dos Premios Gramophone: 'Premio Instrumental' y 'Premio de Artista Joven', convirtiéndolo en el ganador más joven de un premio doble.  También le otorgaron un Premio de la Crítica por su álbum Chopin-Liszt-Ravel, grabado con Decca.

## Grabaciones
Grosvenor ha grabado álbumes presentando varios compositores.
Firmó para Decca en abril de 2011, siendo el artista más joven y el primer pianista británico, en 60 años, que firmaba con ese sello discográfico. Con esta casa ha publicado cuatro álbumes.
- Chopin - Liszt - Ravel. (2011). Ganó en 2012 el Premio Gramophone como "Mejor álbum instrumental del año anterior".[15]
- Rhapsody in Blue. (2012). Con música por Saint-Saëns, Ravel y Gershwin junto con la Real Liverpool Philharmonic, bajo la dirección de James Judd.
- Dances. (2014). Un álbum solista que presenta música en formas de danza, con obras de compositores diversos que incluyen a Bach, Chopin, Scriabin y Granados. El álbum fue premiado como "Disco del Mes" por la revista Music de la BBC y por Gramophone.[16]
- Homages. (2016). Su cuarto álbum con el sello Decca.